# Regra Rooney
A Regra Rooney (em inglês: Rooney Rule) é uma política da Liga Nacional de Futebol Americano que exige que as equipes da liga entrevistem candidatos de minorias étnicas para cargos de diretoria, como treinadores e outros executivos. É considerada um exemplo de ação afirmativa, mesmo que não haja cota de contratação ou preferência de contratação dada a minorias, apenas uma cota de entrevistas. Ela foi criada em 2003 e recebeu esse nome em homenagem a Dan Rooney, o proprietário do Pittsburgh Steelers que pressionou para que ela existisse. A premissa é simples: como um esporte que tem negros como seus principais atletas dá tão pouca oportunidade a esses quando se transformam em treinadores?

## Impacto e atualizações
Desde que a Regra Rooney foi estabelecida, várias franquias da NFL contrataram treinadores afro-americanos, incluindo os próprios Steelers, que contrataram Mike Tomlin antes da temporada de 2007. No início da temporada de 2006, a porcentagem total de treinadores afro-americanos subiu para 22%, contra 6% antes da Regra Rooney. Apesar disso, a eficácia da regra ainda é motivo de debate e nenhuma equipe afirmou que a regra ajudou a contratar um treinador minoritário.
Quando a regra foi criada, a Liga prometeu que iria atualizá-la constantemente. Em 2020, por exemplo, para incentivar as equipes a adotá-la, foram aprovadas mudanças na regra para que os times subissem seis posições na terceira rodada do Draft a partir do segundo ano dos contratados no cargo.

### Adoção em outras ligas
Em 2018, a Federação Inglesa de Futebol (FA) introduziu essa regra para escolher o técnico da seleção da Inglaterra.